# Кочина (филм)
„Кочина“ (на италиански: Porcile) е италиански филм от 1969 година на режисьора Пиер Паоло Пазолини, заснет по негов сценарий.

## Сюжет
Във филма има два паралелни сюжета.
Първият се случва в наше време. Юлиан (Жан-Пиер Лео), син на богат немски индустриалец Клотц от Рур (Алберто Лионело), преживява патологично привличане към прасетата. Те се оказват много по-привлекателни за него от неговата булка Ида (Анна Вяземски). В крайна сметка, прасетата го изяждат.
Втората история се случва в „тайнствената митична пустиня, кога и къде никой не знае. Пустинята е видим израз на абсолюта, извън историческото време. Млад изгнаник живее в пустинята. Той е канибал, чийто баща е първата му жертва. В пустинята той яде повече животни, но убива и яде хора. Вече заловен, той повтаря няколко пъти: „Убих баща си, ядох човешка плът и треперех от радост“. Самият Пазолини отбелязва, че в този филм канибализмът не е реален, а символичен, като израз на крайната степен на протест.

## В ролите
| Изпълнител       | Роля          |
| ---------------- | ------------- |
| Пиер Клементи    | Канибал       |
| Жан-Пиер Лео     | Юлиан         |
| Алберто Лионело  | Колтц от Рур  |
| Уго Тоняци       | Хердхитце     |
| Анна Вяземски    | Ида           |
| Маргарита Лосано | Госпожа Клотц |
| Марко Ферери     | Ганс Гюнтер   |
| Франко Чити      | втори канибал |
| Нинето Даволи    | Маракьоне     |